# Чингисхан (фильм, 1965)
«Чингисхан» (англ. Genghis Khan) — кинофильм.

## Сюжет
Исторический фильм, рассказывающий о жизни монгольского хана Чингисхана, начиная с его детских лет. Он прошёл длинный путь от изгнанника Темучина до повелителя огромных владений. Он стал одним из величайших завоевателей в истории. Он покорил много народов и земель, поскольку видел в этом смысл всей своей жизни.

## В ролях
- Стивен Бойд — Джамуха
- Омар Шариф — Темуджин, позже Чингисхан
- Джеймс Мэйсон — Кам Линг
- Илай Уоллак — шах Хорезма
- Франсуаза Дорлеак — Бортэ
- Телли Савалас — Шан
- Роберт Морли — император Китая

## Особенности
Фильм с трудом можно признать историческим или байопиком, так как визуальный ряд в нём не совпадает с исторической действительностью. При очевидной монголоидной внешности всех персонажей, их роли исполняли европейские актеры. Наиболее восточная (но не монголоидная) внешность была у исполнителя главной роли — Омара Шарифа. То же можно сказать и о природе — создателей не смутило то, что монгольская степь будет включать густые леса и бурные горные реки с водопадами.